# Isidor Fisch
Isidor Srul Fisch (Lipsia, 26 luglio 1905 – Lipsia, 29 marzo 1934) è stato un imprenditore tedesco conosciuto per essere stato amico e socio in affari di Bruno Hauptmann, condannato a morte in quanto ritenuto responsabile del rapimento del figlio di Charles Lindbergh. Hauptmann sosteneva di aver ricevuto da lui una scatola contenente certificati aurei facenti parte del denaro del riscatto pagato per il rapimento di Charles Augustus Lindbergh Jr...

## Biografia

### Origini e trasferimento negli Stati Uniti
Isidor Srul Fisch nacque a Lipsia il 26 luglio 1905 in una famiglia ebrea; nella città natale intraprese la professione di commerciante di pellicce. Emigrato negli Stati Uniti d'America nel 1925, andò a vivere con la famiglia di Herman Kirsten, il suo ex capo in Germania, continuando a lavorare nel ramo delle pellicce e dedicandosi anche a operazioni finanziarie ai limiti della legalità.

### Il legame con Bruno Hauptmann
Fisch era ben noto nella comunità del Bronx come uno strano personaggio: più volte aveva proposto investimenti finanziari ai propri conoscenti, molti dei quali si erano rivelati fasulli o truffaldini. Aveva altresì partecipato a piccole operazioni di speculazione, che comprendevano l'acquisto di denaro "caldo" a basso costo per lo stoccaggio e il successivo riutilizzo. Proprio nel giro degli investimenti azionari, nel 1932 Fisch conobbe il connazionale Bruno Hauptmann, di professione carpentiere; i due divennero amici e si associarono nelle attività di commercio di pellicce e investimenti azionari.
Anni dopo, in seguito all'arresto di Hauptmann, le indagini condotte dalla polizia statunitense e tedesca rivelarono che Fisch era così povero che i suoi genitori dovevano regolarmente mandargli dei soldi dalla sua natia Germania. Era costantemente malato e praticamente moriva di fame. Il fratello di Fisch, Pinkus Fisch, disse alla polizia tedesca che Isidor non aveva mai fatto menzione di Hauptmann prima della sua morte e le conoscenze tedesche di Fisch lo definivano un "innocuo commerciante di pellicce". Fisch fece domanda per ottenere un passaporto il 12 maggio 1932, lo stesso giorno in cui il figlio di Charles Lindbergh fu trovato morto. Diciannove mesi dopo, il 9 dicembre 1933, Fisch salpò sul transatlantico Manhattan per tornare in patria. Portò con sé solo una cifra di 600 dollari in Reichsmark. Solo quattro mesi dopo il suo ritorno, il 29 marzo 1934, Fisch morì di tubercolosi a Lipsia. È sepolto nel nuovo cimitero israelitico di Lipsia.

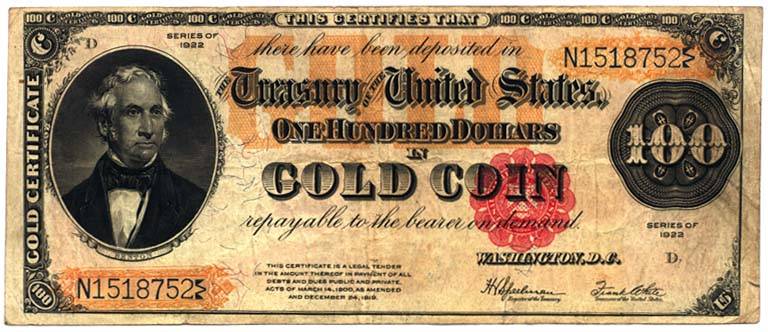
Un certificato d'oro del 1922.

Nel settembre 1934 Hauptmann utilizzò un certificato d'oro presso una stazione di servizio del Bronx, vicino a casa sua. I certificati d'oro erano banconote utilizzate come mezzo di pagamento negli Stati Uniti fino al 1933 e vennero ritirate dalla circolazione come parte del passaggio dal gold standard. A partire dal 1º maggio 1933, il possesso privato di oro - che comprendeva i certificati - fu bandito al di sopra di una esenzione di 100 dollari per effetto dell'ordine esecutivo 6102 del Presidente degli Stati Uniti. Da quel momento in poi, spendere il denaro del riscatto, Lindbergh, consistente in certificati d'oro, divenne molto più difficile, soprattutto perché i rivenditori furono chiamati a segnalare i clienti che avevano ancora tali fondi. L'addetto alla stazione di servizio aveva dunque preso nota della targa di Hauptmann.
Il 15 settembre 1934 un cassiere della banca in cui il proprietario della stazione di servizio aveva depositato il certificato ritenne che esso fosse tra quelli usati per pagare il riscatto al rapitore di Charles Augustus Lindbergh, Jr. Si rivolse alla polizia e Hauptmann venne arrestato il giorno dopo. Il fatto che questi certificati d'oro provenissero effettivamente dal riscatto non era certo provato, ma sembrava plausibile in relazione ad altre prove. Hauptmann aveva lasciato il lavoro poco dopo il pagamento del riscatto e da allora, in piena Grande depressione, aveva effettuato notevoli spese per un importo corrispondente alla somma totale del riscatto di 50 000 dollari. Hauptmann disse che questo denaro veniva dai suoi risparmi e dai profitti sul mercato azionario.
Dopo l'arresto, la polizia trovò inoltre 14 600 dollari del riscatto in una scatola nel suo garage. Hauptmann affermò che a lasciargli la somma era stato Isidor Fisch, il suo ex socio in affari. Hauptmann affermò che Fisch gli aveva consegnato una scatola da scarpe con dentro il denaro il 5 dicembre 1933, alla vigilia del suo ritorno in Germania. Secondo Hauptmann, la scatola era avvolta in carta marrone e legato con lo spago, e Fisch gli disse che conteneva "documenti importanti". Hauptmann non aprì mai la scatola e la mise su un ripiano in un armadio.
Hauptmann affermò di aver scoperto il denaro solo dopo che una perdita d'acqua nel tetto aveva disintegrato la scatola. Nascose le banconote dietro alcune assi di legno nel suo garage e, poiché Fisch gli doveva 7000 dollari, decise di tenere i soldi per la sua famiglia. Hauptmann disse agli investigatori che aveva iniziato a spendere i soldi senza dirlo a sua moglie. Questa sequenza di eventi, raccontata da Hauptmann durante tutto il processo, venne soprannominata dalla polizia e dai giornalisti come "The Fisch Story".

### Testimonianze al processo Hauptmann
Sotto interrogatorio al suo processo, Hauptmann "con voce alta e lamentosa, disse di non essere in grado di spiegare in modo soddisfacente Isidor Fisch e il suo legame con il denaro del riscatto o con il crimine". La signora Laura Urant, figlia della padrona di casa dell'imputato, disse agli investigatori americani di aver incontrato Fisch una volta nell'appartamento dell'imputato e che lo vedeva regolarmente nella compagnia di Hauptmann. Disse: "Fisch sapeva che era afflitto da una malattia che avrebbe richiesto molti anni di cure. Sapeva che se non avesse ottenuto una grande somma di denaro avrebbe ritardato l'attenzione medica di cui aveva tanto bisogno".
I fratelli di Fisch, così come la sua infermiera, si recarono nel New Jersey e contestarono la storia di Hauptmann durante il suo processo. Testimoniarono che Fisch era stato troppo indigente per permettersi cure mediche nei suoi ultimi mesi e che era morto povero. Nell'aprile del 1934, poche settimane dopo la morte di Fisch, Hauptmann scrisse alla famiglia informandoli che Fisch gli aveva lasciato alcuni articoli a lui affidati. Nella lettera, Hauptmann non fece menzione della scatola da scarpe o di alcun denaro.
La difesa di Hauptmann non riuscì mai a dimostrare in modo convincente il legame di Isidor Fisch con il rapimento Lindbergh. Hauptmann venne condannato alla pena di morte per omicidio di primo grado. Venne giustiziato con la sedia elettrica il 3 aprile 1936.